# Tubilla del Agua
Tubilla del Agua est une commune d'Espagne située dans la communauté autonome de Castille-et-León, province de Burgos. Incluse dans la zone géographique de la Valle del Rudrón, elle s'y étend sur 78,69 km2 et compte environ 179 habitants en 2011.

## Patrimoine

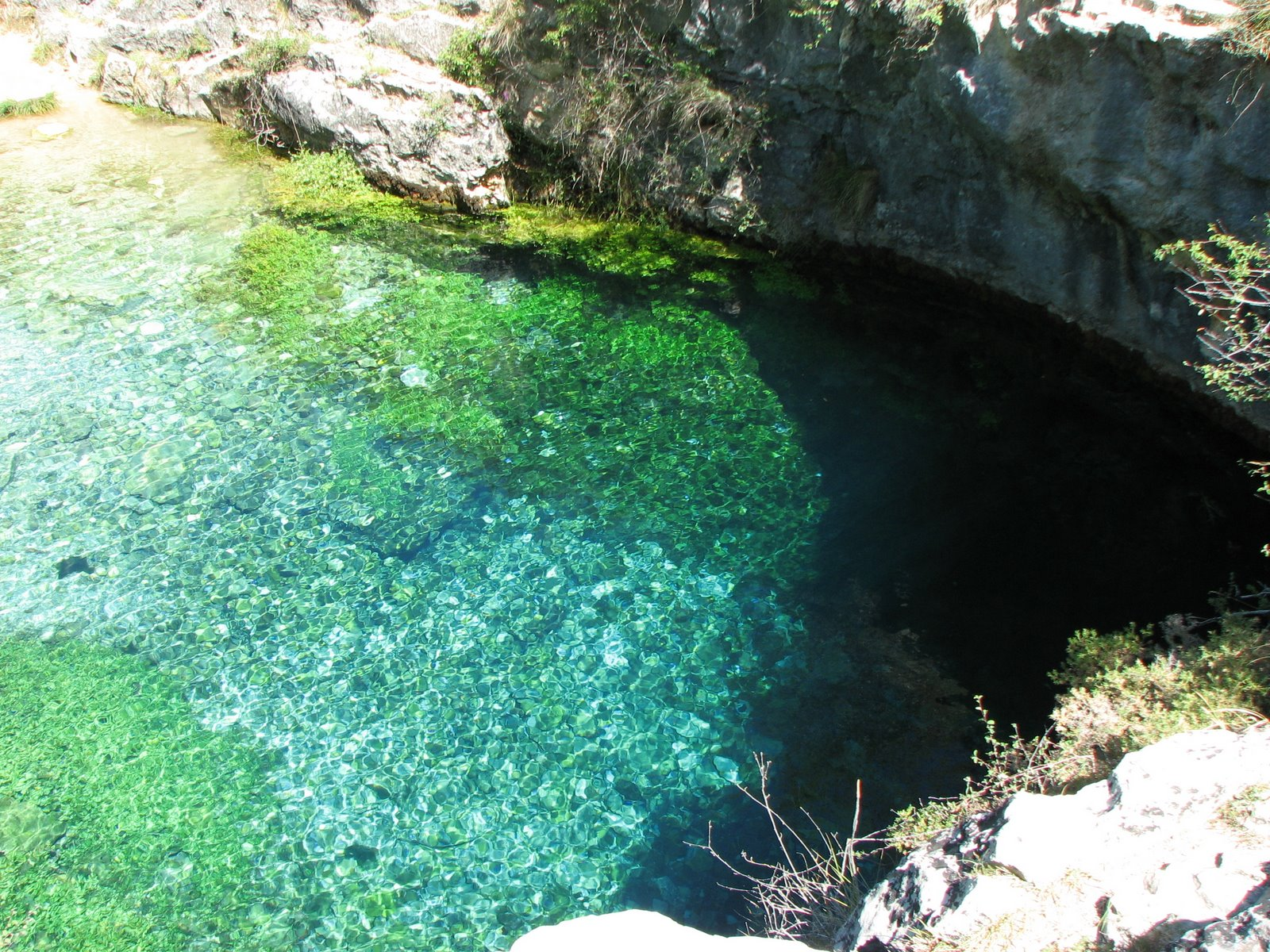
Covanera (Tubilla del Agua) : Pozo Azul.